# Torre della Banca Commerciale d'Etiopia
La Torre della Banca Commerciale d'Etiopia è un grattacielo della città di Addis Abeba in Etiopia.

## Storia
L'inizio dei lavori di costruzione della torre, affidati alla China State Construction & Engineering Corporation con un contratto da 5,3 miliardi di birr, è stato marcato dalla posa della prima pietra il 27 giugno 2015. In origine, l'edificio doveva essere completato per il 19 gennaio 2019.

## Descrizione
L'edificio sorge nel centro di Addis Abeba e presenta un'altezza di 209 metri, cosa che ne fa il grattacielo più alto della città e del Paese.